# اريك إل. كلاي
اريك إل. كلاي (بالإنجليزية: Eric L. Clay)‏ هو قاضي أمريكي، ولد في 18 يناير 1948 في درم في الولايات المتحدة.

## وصلات خارجية
- اريك إل. كلاي على موقع إن إن دي بي (الإنجليزية)